# Lupinus magnistipulatus
Lupinus magnistipulatus là một loài thực vật có hoa trong họ Đậu. Loài này được Planchuelo & D.B.Dunn miêu tả khoa học đầu tiên.